# Михальчук, Виктор Ильич
Ви́ктор Ильи́ч Михальчу́к (5 февраля 1946, Бернау, Германия) — советский волейболист. Связующий. Игрок сборной СССР (1965—1969). Олимпийский чемпион 1968, обладатель Кубка мира 1965, чемпион Европы 1967, чемпион СССР 1967 (в составе сборной УССР. Заслуженный мастер спорта СССР (1968), заслуженный тренер Украины.

## Биография
Выступал за команду «Буревестник»/ОдТИЛ (Одесса) (1964—1976). Обладатель Кубка СССР 1976. В составе сборной Украинской ССР в 1967 году стал победителем Спартакиады народов СССР 1967.
В сборной СССР в официальных соревнованиях выступал в 1965—1969 годах. В её составе стал олимпийским чемпионом 1968, победителем розыгрыша Кубка мира 1965, бронзовым призёром Кубка мира 1969, чемпионом Европы 1967.
В период 1978—2000 (с перерывом 1992—1995) возглавлял мужскую волейбольную команду мастеров Одессы. Трижды приводил её к победе в чемпионате Украины (1997—1999) и один раз — к победе в Кубке Украины (1996). В 1996 и 2000 одесский коллектив становился серебряным призёром национального чемпионата. В период 2000—2008 возглавлял мариупольскую волейбольную команду «Азовсталь» (до 2006 — «Маркохим»). Серебряный призёр чемпионата Украины 2004/05, бронзовый призёр чемпионатов 2003/04, 2005/06, 2006/07. Обладатель Кубка Украины сезона-2005/06.
В период 2003-06 — главный тренер национальной сборной Украины по волейболу. Вывел команду в финальную часть чемпионата Европы 2005.
Имеет работы за рубежом. В сезоне 1992—93 — «Зафиракис» (Салоники, Греция), 1993—94 — «Эджзаджибаши» (Стамбул, Турция), 1994-95 — «АПОЭЛ» (Лимасол, Кипр). Привёл турецкий клуб к завоеванию серебряных медалей национального чемпионата, в Кубке ЕКВ вышел в 1/8 финала.
С 9 февраля 2011 года возглавляет черкасскую команду «Импексагроспорт», которую в сезоне-2011/12 привёл к завоеванию серебряных медалей чемпионата Украины.
После окончания сезона-2011/12, в котором «Импексагроспорт» занял 4-е место, команда прекратила своё существование.
В декабре 2012 Виктор Михальчук возглавил команду высшей лиги «Барком» (Львов), которую по итогам сезона вывел в Суперлигу. Это произошло впервые в истории львовского волейбола. После 13-го тура 1-го этапа чемпионата Украины сезона-2013/14 «Барком» занимает 6-е место.
Кавалер ордена «За заслуги» ІІІ ст. (2002).

## Источник
- Волейбол: Энциклопедия / Сост. В. Л. Свиридов, О. С. Чехов. — Томск: Компания «Янсон», 2001.